# 34189 Ambatipudi
34189 Ambatipudi este o planetă minoră (asteroid) din centura de asteroizi. A fost descoperită pe 24 august 2000 la Experimental Test Site⁠(d) de Lincoln Near-Earth Asteroid Research. 
Obiectul prezintă o orbită caracterizată de o semiaxă mare de 2,4820206 UAi, o excentricitate de 0,1, o înclinație de 6,53263 ° în raport cu ecliptica.